# Hastula puella
Hastula puella é uma espécie de gastrópode do gênero Hastula, pertencente a família Terebridae.